# Аррон, Хенк
Хенк Aльфонсус Эжен Аррон (нидерл. Henck Alphonsus Eugène Arron, 25 апреля 1936, Парамарибо, Нидерландская Гвиана — 4 декабря 2000, Алфен-ан-ден-Рейн, Нидерланды) — суринамский политический деятель, первый премьер-министр независимого Суринама.

## Биография
После окончания школы в Парамарибо, переехал в Нидерланды, где в 1956 году начал изучать банковское дело, а затем несколько лет работал в амстердамском банке. После возвращения на родину работал в финансовой системе Нидерландской Гвианы, в том числе с 1963 года возглавлял Народный кредитный банк в Парамарибо.

## Политическая деятельность
С 1961 года был членом правления Национальной партии Суринама (НПС). В результате парламентских выборов 1963 года, стал депутатом парламента, а с 1970 года — председателем правления НПС. На выборах 1973 года стал кандидатом в премьер-министры от коалиции партий, известной под названием Национальное партийное объединение (НПО). НПО получила 22 из 39 депутатских мест и 24 декабря 1973 года Х. Аррон стал премьер-министром Нидерландской Гвианы.
15 февраля 1974 года он сделал правительственное заявление, в котором содержалось требование предоставления Суринаму независимости не позднее конца 1975 года. Оппозиционная Прогрессивная реформистская партия, выражавшая интересы суринамцев индийского происхождения вначале выступила против этих намерений правительства, но к концу 1974 года её лидер Джагернатх Лакхмон также поддержал идею немедленной независимости и 25 ноября 1975 года в Парамарибо был спущен флаг Нидерландов, а Х. Аррон стал первым премьер-министром независимой Республики Суринам.

## 1975—1980
Несмотря на своё обещание провести очередные парламентские выборы в течение 8 месяцев после достижения независимости, оттягивал их проведение до 1977 года. Несмотря на некоторое снижение популярности, НПО вновь удалось завоевать большинство депутатских мест в парламенте. Однако правительство Аррона столкнулось с большим количеством проблем, особенно в экономической области, главными из которых было резкое увеличение безработицы и сокращение финансовой помощи со стороны Нидерландов. Это привело к обострению межэтнической вражды между креольской и индийской общинами и к увеличению эмиграции суринамцев в Нидерланды.

## Военный переворот 1980 года
На этом неблагоприятном фоне 25 февраля 1980 года в Суринаме был совершён военный переворот, который возглавил старший сержант Дези Баутерсе. Х. Аррон был арестован и помещён под домашний арест. Однако несмотря на проводившуюся политику «морального оздоровления суринамской нации», в ходе которой ряд деятелей свергнутого правительства были казнены, самому бывшему главе правительства удалось избежать репрессий.

## Последние годы жизни
В 1987 году Д. Баутерсе согласился на восстановление демократии в Суринаме и проведение новых парламентских выборов в ноябре. В январе 1988 года парламент избрал президентом Суринама Рамсевака Шанкара, а вице-президентом Х. Аррона. Однако в 1990 году законное правительство было свергнуто в результате нового переворота, на этот раз бескровного и политическая карьера Х. Аррона на этом закончилась.
Умер 4 декабря 2000 года от сердечного приступа в возрасте 64 лет в гостиничном номере в городе Алфен-ан-ден-Рейн в Нидерландах. В 2003 году на родине в Парамарибо ему поставлен памятник и в его честь названа одна из улиц города.